# Weinert, Texas
Weinert är en ort i Haskell County i Texas. Vid 2010 års folkräkning hade Weinert 172 invånare.